# Rob Houwer
Robert Piet „Rob“ Houwer (* 13. Dezember 1937 in Hoogeveen; † 4. Juli 2025) war ein niederländischer Filmproduzent, Filmregisseur und Drehbuchautor.

## Leben
Houwer begann 1956 in München ein Studium der Theaterwissenschaften und besuchte das Deutsche Institut für Film und Fernsehen. Er arbeitete als Filmkritiker, Regie- und Kameraassistent. 1959 gründete er seine Houwer-Film und gehörte zu den Unterzeichnern des Oberhausener Manifests. Nach einigen Kurzfilmen, bei denen er meist selbst Regie führte, sorgte 1967 Mord und Totschlag unter Volker Schlöndorffs Regie erstmals für Aufsehen. Als einer seiner größten internationalen Erfolge gilt Peter Fleischmanns Jagdszenen aus Niederbayern (1969). Houwer wurde zu einem bedeutenden Förderer des Neuen Deutschen Films, produzierte aber auch zeittypische Sexfilme und beteiligte sich an dem Roy-Black-Film Grün ist die Heide.
1971 kehrte Houwer in die Niederlande zurück und widmete sich nun vor allem dem dortigen Filmgeschehen. Er wurde zum zunächst wichtigsten Produzenten des Regisseurs Paul Verhoeven. Türkische Früchte (1973), ist mit 3,6 Millionen Zuschauern der erfolgreichste niederländische Kinofilm aller Zeiten. Im Jahre 1973 wurde Türkische Früchte für den Oscar als Bester internationaler Film bei der 46. Oscarverleihung nominiert. Oglu, das freche Drachenmonster wurde unter der Aufsicht von Rob Houwer und Marten Toonder der am meisten besuchte lange niederländische Animationsfilm aller Zeiten geschaffen. Houwer erhielt 1993 das Goldene Kalb für den besten Film für „De kleine blonde dood“. Im Jahr 1999 erhielt Houwer ein zweites Goldenes Kalb, diesmal als Produzent des „Films des Jahrhunderts“: Türkische Früchte.
Rob Houwer war Honorarkonsul von Grenada. H. M. Die Königin ernannte ihn zum Offizier von Oranien-Nassau, einer renommierten niederländischen königlichen Auszeichnung. Am 4. November 2022 wurde Rob Houwer offiziell die UNESCO-Flagge überreicht, wodurch der Film Der Soldat von Oranien als kulturelles Erbe in das niederländische Memory-of-the-World-Programm der UNESCO aufgenommen wurde. Am  4. Juli 2025 starb Houwer im Alter von 87 Jahren.

## Filmografie
- 1959: Hundstage (Kurzfilm, auch Regie)
- 1960: Das Begräbnis (Kurzfilm, auch Regie und Kamera)
- 1961: Brutalität in Stein (Kamera)
- 1961: Der Schlüssel (Kurzfilm, auch Regie)
- 1962: Ferien (auch Regie, Episode aus Hütet eure Töchter)
- 1962: Hütet eure Töchter! (Co-Regie, Episode Der gelbe Wagen)
- 1963: Doppelkonzert
- 1963: Madeleine, Madeleine
- 1964: Ein Brief wird befördert (nur Drehbuch und Regie)
- 1964: Anmeldung (Kurzfilm, auch Regie)
- 1964: Konferenz-Dolmetscher (Kurzfilm, auch Regie)
- 1965: Foul (Kurzfilm)
- 1965: Verständigung (Kurzfilm)
- 1965: Autorennen
- 1966: Meisjes (Kurzfilm, auch Regie)
- 1966: Zweikampf (Kurzfilm)
- 1967: Romy. Anatomie eines Gesichts
- 1967: Galaxis
- 1967: Mord und Totschlag
- 1967: Tätowierung
- 1967: Das Nest (Kurzfilm)
- 1968: Mijnheer hat lauter Töchter (TV)
- 1968: Engelchen oder Die Jungfrau von Bamberg
- 1968: Lebeck (TV)
- 1968: Professor Columbus
- 1968: Zuckerbrot und Peitsche
- 1968: Bübchen
- 1968: Bengelchen liebt kreuz und quer
- 1969: Jagdszenen aus Niederbayern
- 1969: Michael Kohlhaas – Der Rebell
- 1969: Alarm (TV)
- 1969: Der Bettenstudent oder: Was mach’ ich mit den Mädchen?
- 1969: Köpfchen in das Wasser, Schwänzchen in die Höh’
- 1969: Isabella – Mit blanker Brust und spitzem Degen (Isabella, duchessa dei diavoli)
- 1971: Paragraph 218 – Wir haben abgetrieben, Herr Staatsanwalt (auch Regie)
- 1970: Bernie Cornfeld – Idolfigur eines Volkskapitalismus?
- 1970: o.k.
- 1971: Was sehe ich, was sehe ich…! (Wat Zien Ik!?)
- 1972: Grün ist die Heide
- 1973: Türkische Früchte (Turks Fruit)
- 1975: Das Mädchen Keetje Tippel (Keetje Tippel)
- 1977: Der Soldat von Oranien (Soldaat van Oranje)
- 1979: Outsiders in Amsterdam (Grijpstra & De Gier)
- 1981: Hoge hakken, echte liefde
- 1983: Der vierte Mann (De vierde man)
- 1983: Brandende liefde (auch Co-Drehbuch)
- 1983: Oglu, das freche Drachenmonster (Als je begrijpt wat ik bedoel)
- 1985: Het bittere kruid
- 1987: Van geluk gesproken
- 1990: Ein Single zum Knutschen (De gulle minnaar) (auch Drehbuch)
- 1993: De kleine blonde dood
- 1996: De Zeemeerman
- 1999: Majestät brauchen Sonne
- 2002: Soldaat van Oranje Revisited (TV)
- 2004: Bigger Than James Dean (TV)
- 2006: Het woeden der gehele wereld

## Auszeichnungen
- 1964: Silberner Bär der Internationalen Filmfestspiele Berlin für Anmeldung
- 1967: Filmband in Silber für Mord und Totschlag
- 1968: Filmband in Gold für Tätowierung
- 1969: Filmband in Silber für Jagdszenen aus Niederbayern
- 1982: Filmband in Gold als Unterzeichner des Oberhausener Manifests.
- 2000: Bayerischer Filmpreis (Produzentenpreis) für Majestät brauchen Sonne
- 2002: Offizier des Verdienstordens von Oranien-Nassau

## Belege
1. ↑  Filmproducent Rob Houwer (87) overleden, man van kassuccessen en flops. In: nos.nl. 6. Juli 2025, abgerufen am 6. Juli 2025 (niederländisch).
2. ↑  Geburtsort laut filmportal.de und nl. Wikipedia; andere Angaben zum Geburtsort: Groningen (Kay Weniger: Das große Personenlexikon des Films, Schwarzkopf & Schwarzkopf Verlag); Den Haag (IMDb).

| Personendaten    | Personendaten                                                   |
| ---------------- | --------------------------------------------------------------- |
| NAME             | Houwer, Rob                                                     |
| ALTERNATIVNAMEN  | Houwer, Robert Piet (vollständiger Name)                        |
| KURZBESCHREIBUNG | niederländischer Filmproduzent, Filmregisseur und Drehbuchautor |
| GEBURTSDATUM     | 13. Dezember 1937                                               |
| GEBURTSORT       | Hoogeveen                                                       |
| STERBEDATUM      | 4. Juli 2025                                                    |